# 韦伦 (唐朝)
韦伦（716年—798年），唐朝京兆府（治今陕西省西安市）人，韦光乘的儿子。
以门荫入仕。初任蓝田尉，后由杨国忠署为铸钱内作使判官，整顿铸钱，监修宫内土木。唐玄宗时官至大理评事。天宝十五载（756年），安禄山造反，随玄宗避乱入蜀，历任监察御史、剑南节度行军司马。当时内官禁军相继至蜀，侵暴难治，韦伦清俭率身教化，蜀川靠他得以安定。又被第五琦举荐，任商州刺史。唐肃宗乾元末年，充荆、襄等道租庸使，平定了襄州裨将康楚元、张嘉延叛乱。后来触犯了李辅国，未任山南东道节度使，而改任秦州刺史。唐代宗即位，历忠州、台州、饶州三州刺史，为宦官用反间计，贬为信州司马。遇赦，寓居洪州十数年。唐德宗即位，从洪州征回，以白衣拜太常少卿，充通吐蕃使，两次出使吐蕃，奉使称旨，改太子少保。因直言朝廷得失，为卢杞所恶，以太子少师致仕。封郢国公。去世后谥号肃。